# جامع تبريز
جامع تبريز (بالفارسية: جامع تبریز) هو مسجد كبير في مدينة تبريز، بـمحافظة أذربيجان الشرقية في إيران. ويقع في ضاحية مزار تبريز بجانب المزار الكبير ودار الدستور في تبريز، بُنِيَ المسجد في صدر الإسلام من قبل عبد الله بن عامري. وقد انهار عدد من أقواس هذا المسجد إثر زلزال كبير تعرضت إليه مدينة تبريز، وقد تم ترميم هذه الأقواس لاحقاً على يد أحمد خان دنبيلي.